# Flagge der Osterinsel
Die Flagge der Osterinsel (Chile) ist die einheimische Flagge der Rapanui. Auf einer weißen Grundfläche ist ein rotes Rei-Miro dargestellt – ein Brustschmuck, der als Machtsymbol von Würdenträgern der Ureinwohner getragen wurde. Die Bedeutung des Rei-Miros ist nicht zweifelsfrei belegt.
Die Flagge wird auch bei offiziellen Anlässen neben der Flagge Chiles verwendet. Daneben existiert eine Flagge der einzigen Gemeinde auf der Insel Isla de Pascua, sie zeigt ein goldenes Emblem auf weißem Grund. Bis zur chilenischen Annexion der Inseln 1888 war eine der heutigen ähnliche Flagge in Verwendung, sie zeigte außerdem vier Manutara, mythische Vögel der indigenen Kultur.

Gemeindeflagge
Flagge in der Version vor 1888
Flagge vor 1902